# ديك نيلسون
ديك نيلسون (بالإنجليزية: Dick Neilson)‏ (1 أبريل 1916 - 14 ديسمبر 2005 في المملكة المتحدة) هو لاعب كرة قدم بريطاني (وحمل سابقاً جنسية المملكة المتحدة لبريطانيا العظمى وأيرلندا) في مركز الدفاع. لعب مع مانشستر سيتي.